# Michael Rogers
Michael Rogers (n. 20 decembrie 1979, Barham⁠(d), Noul Wales de Sud, Australia) este un ciclist australian, medaliat olimpic. A participat la 3 ediții ale Jocurilor Olimpice (2004, 2008, 2012) în care a câștigat o medalie de bronz.